# Campionati mondiali di nuoto in vasca corta 2010 - 50 metri rana maschili
Le qualifiche per le semifinali si sono svolte la mattina del 18 dicembre 2010, mentre le semifinali si sono svolte la sera dello stesso giorno. La finale si è svolta la sera del 19 dicembre 2010.

## Medagliere
| Posizione | Atleta                | Paese     |
| --------- | --------------------- | --------- |
| Oro       | Felipe França         | Brasile   |
| Argento   | Cameron van der Burgh | Sudafrica |
| Bronzo    | Aleksander Hetland    | Norvegia  |

## Record
Prima della manifestazione il record del mondo (RM) e il record dei campionati (RC) erano i seguenti:
| Record mondiale       | 25.25 | Cameron van der Burgh Sudafrica | 14 novembre 2009 Berlino, Germania |
| Record dei campionati | 26.39 | Oleg Lisogor Ucraina            | 9 aprile 2006 Shanghai, Cina       |

Durante la competizione sono stati migliorati i seguenti record:
| Data             | Evento       | Atleta                | Nazione   | Tempo | Record                |
| ---------------- | ------------ | --------------------- | --------- | ----- | --------------------- |
| 18 dicembre 2010 | 10ª batteria | Cameron van der Burgh | Sudafrica | 26.14 | Record dei campionati |
| 19 dicembre 2010 | Finale       | Felipe França         | Brasile   | 25.95 | Record dei campionati |

## Risultati batterie
| Pos. | Batteria | Corsia | Atleta                           | Nazionalità         | Tempo        | Note                  |
| ---- | -------- | ------ | -------------------------------- | ------------------- | ------------ | --------------------- |
| 1    | 10       | 4      | Cameron van der Burgh            | Sudafrica           | 26.14        | Record dei campionati |
| 2    | 12       | 5      | Fabio Scozzoli                   | Italia              | 26.46        |                       |
| 3    | 10       | 3      | Aleksandr Triznov                | Russia              | 26.59        |                       |
| 4    | 11       | 6      | Damir Dugonjič                   | Slovenia            | 26.69        |                       |
| 5    | 11       | 5      | Felipe França                    | Brasile             | 26.74        |                       |
| 6    | 10       | 2      | João Gomes Junior                | Brasile             | 26.76        |                       |
| 7    | 12       | 4      | Roland Schoeman                  | Sudafrica           | 26.78        |                       |
| 8    | 11       | 3      | Vladislav Poljakov               | Kazakistan          | 26.80        |                       |
| 9    | 11       | 2      | Mihail Alexandrov                | Stati Uniti         | 26.81        |                       |
| 10   | 12       | 6      | Mark Gangloff                    | Stati Uniti         | 26.82        |                       |
| 11   | 11       | 4      | Aleksander Hetland               | Norvegia            | 26.84        |                       |
| 12   | 1        | 3      | Xiayan Li                        | Cina                | 26.91        |                       |
| 12   | 10       | 5      | Caba Siladji                     | Serbia              | 26.91        |                       |
| 14   | 10       | 6      | Stanislav Lakhtyukhov            | Russia              | 26.98        |                       |
| 15   | 12       | 2      | Hendrik Feldwehr                 | Germania            | 27.08        |                       |
| 16   | 12       | 3      | Robin van Aggele                 | Paesi Bassi         | 27.12        |                       |
| 17   | 10       | 1      | Lennart Stekelenburg             | Paesi Bassi         | 27.13        |                       |
| 18   | 9        | 6      | Filipp Provorkov                 | Estonia             | 27.26        |                       |
| 19   | 11       | 1      | Brenton Rickard                  | Australia           | 27.31        |                       |
| 20   | 9        | 4      | Hugues Duboscq                   | Francia             | 27.32        |                       |
| 21   | 12       | 7      | Martti Aljand                    | Estonia             | 27.35        |                       |
| 22   | 8        | 2      | Shuai Wang                       | Cina                | 27.39        |                       |
| 23   | 12       | 8      | Christian Sprenger               | Australia           | 27.46        |                       |
| 24   | 8        | 5      | Paul Kornfeld                    | Canada              | 27.53        |                       |
| 25   | 9        | 3      | Warren Barnes                    | Canada              | 27.56        |                       |
| 26   | 8        | 1      | Edgar Crespo                     | Panama              | 27.72        |                       |
| 27   | 10       | 7      | Naoya Tomita                     | Giappone            | 27.75        |                       |
| 28   | 8        | 4      | Giedrius Titenis                 | Lituania            | 27.78        |                       |
| 29   | 7        | 3      | Nabil Kebbab                     | Algeria             | 27.80        |                       |
| 29   | 9        | 1      | Jakob Jóhann Sveinsson           | Islanda             | 27.80        |                       |
| 31   | 10       | 8      | Martin Melconian                 | Uruguay             | 27.92        |                       |
| 32   | 11       | 7      | Victor Vabishchevich             | Bielorussia         | 27.93        |                       |
| 33   | 8        | 8      | Laurent Carnol                   | Lussemburgo         | 28.00        |                       |
| 33   | 9        | 2      | Timothy Ferris                   | Zimbabwe            | 28.00        |                       |
| 35   | 9        | 7      | David Oliver Mercado             | Messico             | 28.07        |                       |
| 36   | 9        | 8      | Malick Fall                      | Senegal             | 28.08        |                       |
| 37   | 8        | 6      | Jorge Murillo V.                 | Colombia            | 28.10        |                       |
| 38   | 6        | 2      | Daniel Vacval                    | Slovacchia          | 28.11        |                       |
| 39   | 11       | 8      | Yevgeniy Ryzhkov                 | Kazakistan          | 28.17        |                       |
| 40   | 7        | 6      | Sofiane Daid                     | Algeria             | 28.20        |                       |
| 41   | 7        | 4      | Matej Kuchar                     | Slovacchia          | 28.36        |                       |
| 42   | 9        | 5      | Sverre Naess                     | Norvegia            | 28.52        |                       |
| 43   | 7        | 5      | Vorrawuti Aumpiwan               | Thailandia          | 28.63        |                       |
| 44   | 8        | 3      | Wing Lim Eric Chan               | Hong Kong           | 28.68        |                       |
| 45   | 8        | 7      | Cho-Yi Chen                      | Taipei cinese       | 28.75        |                       |
| 46   | 7        | 2      | Sergiu Postica                   | Moldavia            | 28.90        |                       |
| 47   | 7        | 1      | Diego Santander                  | Cile                | 28.95        |                       |
| 48   | 6        | 7      | Mubarak Al Besher                | Emirati Arabi Uniti | 29.04        |                       |
| 49   | 6        | 4      | Dmitrii Aleksandrov              | Kirghizistan        | 29.13        |                       |
| 50   | 6        | 5      | Juan Alberto Guerra Quiñonez     | El Salvador         | 29.17        |                       |
| 51   | 7        | 8      | Jehaad Alhenidi                  | Giordania           | 29.33        |                       |
| 52   | 5        | 6      | Arturo Alejandro Montilla        | Rep. Dominicana     | 29.36        |                       |
| 53   | 7        | 7      | Duan Le Kenneth Lim              | Singapore           | 29.43        |                       |
| 54   | 5        | 5      | Andrea Agius                     | Malta               | 29.75        |                       |
| 54   | 5        | 3      | Hycinth Cijntje                  | Antille Olandesi    | 29.75        |                       |
| 56   | 6        | 6      | Nazih Mezayek                    | Giordania           | 29.77        |                       |
| 57   | 4        | 3      | Hocine Haciane                   | Andorra             | 29.81        |                       |
| 58   | 5        | 2      | Kit Chou                         | Macao               | 30.28        |                       |
| 59   | 5        | 1      | Maximilian Siedentopf            | Namibia             | 30.80        |                       |
| 60   | 6        | 8      | Mohamed Jasim                    | Emirati Arabi Uniti | 30.89        |                       |
| 61   | 5        | 8      | Erik Rajohnson                   | Madagascar          | 30.97        |                       |
| 62   | 4        | 4      | Daniel Galea                     | Malta               | 31.01        |                       |
| 63   | 6        | 1      | Wael Koubrousli                  | Libano              | 31.11        |                       |
| 64   | 4        | 7      | Ramadhan Vyombo                  | Kenya               | 31.13        |                       |
| 65   | 5        | 7      | Hemra Nurmuradov                 | Turkmenistan        | 31.75        |                       |
| 66   | 1        | 6      | Adama Ouedraogo                  | Burkina Faso        | 32.01        |                       |
| 67   | 3        | 5      | Ronaldo Rodrigues                | Guyana              | 32.14        |                       |
| 68   | 4        | 1      | Ahmad Dumairi                    | Palestina           | 32.28        |                       |
| 69   | 2        | 2      | Ahmed Atari                      | Qatar               | 32.47        |                       |
| 70   | 4        | 2      | Jurgen Fici                      | Albania             | 32.66        |                       |
| 71   | 4        | 6      | Damir Davletbaev                 | Kirghizistan        | 32.69        |                       |
| 72   | 2        | 1      | Kouassi Brou                     | Costa d'Avorio      | 33.10        |                       |
| 73   | 3        | 1      | Jyh Jye Lim                      | Brunei              | 33.24        |                       |
| 74   | 4        | 8      | Shailesh Shumsher J.b. Rana      | Nepal               | 33.26        |                       |
| 75   | 1        | 4      | Mamadou Fofana                   | Mali                | 33.38        |                       |
| 76   | 3        | 2      | Mohd Bahrin Shah Behrom Shem     | Brunei              | 33.49        |                       |
| 77   | 3        | 4      | Ron Albert Roucou                | Seychelles          | 34.22        |                       |
| 78   | 2        | 5      | Adam David Kitururu              | Tanzania            | 34.27        |                       |
| 79   | 2        | 7      | Dionisio Augustine Ii            | Micronesia          | 34.37        |                       |
| 80   | 3        | 3      | Daisuke, Ronald Ssegwanyi        | Uganda              | 34.45        |                       |
| 81   | 3        | 6      | Muhammad Abbas Hussain           | Pakistan            | 34.85        |                       |
| 82   | 3        | 7      | Max Kanyerezi                    | Uganda              | 35.38        |                       |
| 83   | 2        | 8      | Mohamed Coulibaly                | Mali                | 35.96        |                       |
| 84   | 3        | 8      | Giordan Harris                   | Isole Marshall      | 38.05        |                       |
| 85   | 2        | 3      | Nelson Masang                    | Palau               | 39.41        |                       |
|      | 2        | 6      | Kwame Apenteng                   | Ghana               | Non partito  | Non partito           |
|      | 5        | 4      | Md. Shahjahan Ali Ali            | Bangladesh          | Non partito  | Non partito           |
|      | 6        | 3      | Loai Abdulwahid A Tashkandi      | Arabia Saudita      | Non partito  | Non partito           |
|      | 1        | 5      | Dangassat Sissoulou Iglay Arnaud | Rep. del Congo      | Squalificato | Squalificato          |
|      | 2        | 4      | Ted Fishka                       | Albania             | Squalificato | Squalificato          |
|      | 4        | 5      | Bourhanta Mohamed Osman          | Gibuti              | Squalificato | Squalificato          |
|      | 12       | 1      | Jakob Dorch                      | Svezia              | Squalificato | Squalificato          |

## Semifinali
| Pos. | Batteria | Corsia | Atleta                | Nazionalità | Tempo | Note |
| ---- | -------- | ------ | --------------------- | ----------- | ----- | ---- |
| 1    | 2        | 3      | Felipe França         | Brasile     | 26.22 |      |
| 2    | 2        | 4      | Cameron van der Burgh | Sudafrica   | 26.31 |      |
| 3    | 1        | 8      | Robin van Aggele      | Paesi Bassi | 26.41 |      |
| 4    | 1        | 4      | Fabio Scozzoli        | Italia      | 26.46 |      |
| 5    | 2        | 2      | Mihail Alexandrov     | Stati Uniti | 26.48 |      |
| 6    | 2        | 5      | Aleksandr Triznov     | Russia      | 26.54 |      |
| 7    | 2        | 6      | Roland Schoeman       | Sudafrica   | 26.66 |      |
| 8    | 2        | 7      | Aleksander Hetland    | Norvegia    | 26.71 |      |
| 9    | 2        | 1      | Caba Siladji          | Serbia      | 26.75 |      |
| 10   | 1        | 5      | Damir Dugonjič        | Slovenia    | 26.76 |      |
| 11   | 1        | 3      | João Gomes Junior     | Brasile     | 26.80 |      |
| 12   | 1        | 2      | Mark Gangloff         | Stati Uniti | 26.83 |      |
| 13   | 1        | 6      | Vladislav Poljakov    | Kazakistan  | 26.86 |      |
| 14   | 1        | 1      | Stanislav Lakhtyukhov | Russia      | 26.89 |      |
| 15   | 2        | 8      | Hendrik Feldwehr      | Germania    | 26.90 |      |
| 16   | 1        | 7      | Xiayan Li             | Cina        | 26.95 |      |

## Finale
| Pos. | Corsia | Atleta                | Nazionalità | Tempo        | Note                  |
| ---- | ------ | --------------------- | ----------- | ------------ | --------------------- |
|      | 4      | Felipe França         | Brasile     | 25.95        | Record dei campionati |
|      | 5      | Cameron van der Burgh | Sudafrica   | 26.03        |                       |
|      | 8      | Aleksander Hetland    | Norvegia    | 26.29        |                       |
| 4    | 1      | Roland Schoeman       | Sudafrica   | 26.41        |                       |
| 5    | 2      | Mihail Alexandrov     | Stati Uniti | 26.44        |                       |
| 6    | 3      | Robin van Aggele      | Paesi Bassi | 26.50        |                       |
| 7    | 7      | Aleksandr Triznov     | Russia      | 26.71        |                       |
|      | 6      | Fabio Scozzoli        | Italia      | Squalificato | Squalificato          |